# Lalee’s Kin: The Legacy of Cotton
Lalee’s Kin: The Legacy of Cotton ist ein 2001 erschienener Dokumentarfilm von Deborah Dickson und Susan Froemke. Der Film wurde 2002 für den Oscar als bester Dokumentarfilm nominiert.

## Handlung
Der Film dokumentiert den seit dem Ende des Bürgerkriegs und der Sklavenbefreiung fortbestehenden Teufelskreis von unzureichender Bildung und bitterer Armut im Mississippi-Delta. Es wird aus einem der ärmsten Gebiete der Vereinigten Staaten berichtet, Tallahatchie County. Die Dokumentation ist hierbei zweigleisig, einmal zeigt die Dokumentation den Superintendent des Schulbezirks von Tallahatchie, der die Testergebnisse in dem Schulbezirk verbessern muss, um zu verhindern, dass der Staat den Bezirk zwangsweise übernimmt. Andererseits wird von Laura Lee „LaLee“ Wallace und ihrer Familie berichtet. LaLee ist eine afroamerikanische Urgroßmutter, die ihre Enkel und Urenkel zu erziehen versucht, und kämpft die Familie über Wasser zu halten.

## Rezeption
LaLee's Kin kann in der von David und Albert Maysles begründeten Tradition des Dokumentarfilms betrachtet werden. Der Film zeigt hierbei die Wirklichkeit ohne nachträgliche Bearbeitungen und gibt nicht vor, das Trumphieren gegen übergroße Widerstände zu zeigen. Der Film sei dabei von stillem Zorn beeinflusst.

## Auszeichnungen
- Oscar 2002: Nominierung als Bester Dokumentarfilm. Der Film konnte sich aber nicht gegen Ein Mörder nach Maß von Jean-Xavier de Lestrade und Denis Poncet durchsetzen.[2]
- Sundance Film Festival 2001: Ausgezeichnet für die Kameraführung von Albert Maysles, nominiert für den Großen Preis der Jury. Der Große Preis für Dokumentarfilme ging allerdings an Southern Comfort.[3]
- Independent Spirit Award 2002: Nominiert als Beste Dokumentation.[4] Die Auszeichnung ging an Dogtown and Z-Boys.[5]